# 堺市立槇塚台小学校
堺市立槇塚台小学校（さかいしりつまきつかだいしょうがっこう）は、大阪府堺市南区にある公立小学校。
泉北ニュータウン泉ヶ丘地区の槇塚台とその周辺地域を校区とする。

## 通学区域
- 堺市南区 釜室（一部）、逆瀬川、畑（一部）、槇塚台1・3・4丁、槇塚台2丁（一部を除く）

卒業生は基本的に堺市立晴美台中学校に進学する。

## 交通
- 南海泉北線 泉ケ丘駅 南東へ約30分。
- 南海泉北線 泉ケ丘駅（南）から南海バスで槙塚台3丁バス停下車。
  - 1番乗り場金剛駅前行き（泉北コミュニティバス）
  - 3番乗り場槙塚台右回り
  - 4番乗り場晴美台左回り
  - 6番乗り場金剛駅前行き